# Isidore-Noël Belleau
Pour les articles homonymes, voir Belleau.
Isidore-Noël Belleau (né le 7 mars 1848 à Deschambault, mort le 7 mai 1936 est un avocat, directeur, rédacteur et homme politique fédéral et municipal du Québec.

## Biographie
Isidore-Noël Belleau est né à Deschambault, dans le Canada-Est.
Il exerce la profession d'avocat avec comme associés Lawrence Stafford et Eusèbe Belleau.
Belleau tente de devenir député du Parti conservateur dans la circonscription fédérale de Portneuf en 1874, mais il est défait par le libéral Esdras Alfred de Saint-Georges. Belleau est élu député de Lévis lors d'une élection partielle déclenchée après la démission de Joseph-Godéric Blanchet en 1883, mais l'élection est invalidée par la Cour suprême en 1885, ce qui lui fait perdre son poste. Il tente de faire un retour dans Bellechasse en 1887, mais il est défait par Guillaume Amyot.
Il est maire de la municipalité de Lévis de 1891 à 1895.
Il est nommé juge de la Cour Supérieure de la province de Québec le 17 octobre 1912. Après avoir exercé cette fonction pendant près de vingt ans dans le district de Kamouraska, il prend sa retraite le 17 octobre 1932.

## Famille
Quelques membres de sa famille exercèrent des fonctions parlementaire entre autres, son gendre, Émile Fortin, est député de Lévis de 1930 à 1935 et sénateur de De la Durantaye et son petit-fils, Louis Fortin, est député de Montmagny—L'Islet de 1958 à 1962.

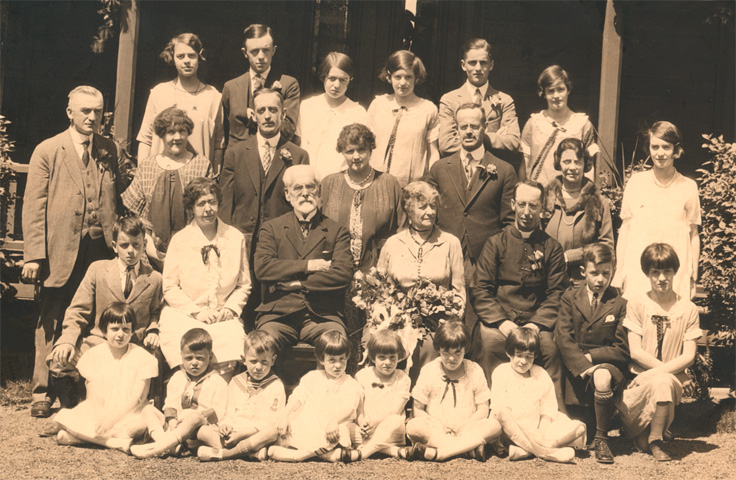
Famille d'Isidore Noël Belleau et Marie-Louise Raymond vers 1922